# Chantal Delsol
Chantal Delsol (ur. 16 kwietnia 1947 w Paryżu) – profesor filozofii politycznej, historyczka idei. Założycielka Instytutu Badań im. Hannah Arendt, dyrektorka Ośrodka Studiów Europejskich na Uniwersytecie Marne-la-Vallée w Paryżu. Określa się jako liberalna neokonserwatystka.
Po obronie pracy z zakresu filozofii politycznej na temat starożytności w 1982 r. Chantal Delsol została wykładowczynią na Uniwersytecie Paris XII. Od 1993 roku jest profesorem na Uniwersytecie Marne-la-Vallée, gdzie stworzyła i kieruje Centrum Studiów Europejskich, obecnie Instytutem im. Hannah Arendt, specjalizującym się w stosunkach między wschodem a zachodem.
Jej zainteresowania badawcze obejmują filozofię praktyczną, etyczno-polityczną, badaną i ocenianą pod kątem jej podstaw i historii, zwłaszcza późnej nowoczesności. Jej przedmiotem zainteresowań są także stosunki międzynarodowe i geopolityka europejska. W tych obszarach prowadzi stałą wymianę z jednej strony z Europą Środkowo-Wschodnią, a z drugiej Ameryką Południową.
W 2024 odebrała doktorat honoris causa Katolickiego Uniwersytetu Lubelskiego

## Wybrane publikacje
- Essai sur le pouvoir occidental : démocratie et despotisme dans l'Antiquité, PUF, 1985.
- La Politique dénaturée, PUF, 1986.
- Les Idées politiques au XXe siècle, PUF, 1991.
- L'État subsidiaire : ingérence et non-ingérence de l'État, le principe de subsidiarité aux fondements de l'histoire européenne, PUF, 1992.
- Le principe de subsidiarité, PUF, 1993.
- L'Irrévérence, essai sur l'esprit européen, Mame, 1993.
- L'Autorité, PUF, 1994.
- Le Souci contemporain, Complexe, 1996.
- Histoire des idées politiques de l'Europe centrale (avec Michel Maslowski), PUF, 1998.
- Éloge de la singularité, essai sur la modernité tardive, La Table Ronde, 2000.
- La République. Une question française, PUF, 2002.
- Mythes et symboles politiques en Europe centrale (dir. avec Michel Masłowski, Joanna Nowicki), PUF, 2002.
- La grande méprise, Justice internationale, gouvernement mondial, guerre juste..., La Table Ronde, 2004.
- Dissidences (dir. avec Maslowski et Nowicki), PUF, 2005.
- Qu'est-ce que l'homme? Cours familier d'anthropologie 2008[4].
- L’Identité de l’Europe, Paris, PUF, 2010.
- La Paresse et la Révolte, Paris, Plon, 2011.
- L’Âge du renoncement, Paris, éditions du Cerf, 2011.
- Les Pierres d’angle, à quoi tenons-nous?, Paris, éditions du Cerf, 2014.
- Le Nouvel âge des pères, éditions du Cerf, 2014 ISBN 978-2-2041-0402-9.
- Le Populisme et les Demeurés de l’Histoire, Paris/Monaco, éditions du Rocher, 2015.
- La haine du monde. Totalitarismes et postmodernité, éditions du Cerf, 2016 ISBN 978-2-2041-0806-5.
- Un personnage d'aventure: petite philosophie de l'enfance, éditions du Cerf, 2017 ISBN 978-2-2041-2111-8.
- Le crépuscule de l'universel, Cerf, 2020 ISBN 978-2-2041-3557-3.
- La fin de la Chrétienté, éditions du Cerf, 2021 ISBN 978-2-204-14619-7.

## Powieści
- Dziecię nocy (L'enfant nocturne), Mercure de France, 1993.
- Wariatki (Quatre), Mercure de France, 1998.
- Matin rouge, Presses de la Renaissance, 2005.
- L'expédition Janus, Paris, éditions du Rocher, 2008.

## Przekłady polskie
- Zasada pomocniczości, tłum. Czesław Porębski, Kraków: Znak, 1995.
- Wariatki,  przeł. Krystyna Szeżyńska-Maćkowiak, Katowice: Książnica, 2002.
- Esej o człowieku późnej nowoczesności, tłum. Małgorzata Kowalska, Kraków: Znak, 2003.
- Czym jest człowiek? Kurs antropologii dla niewtajemniczonych, tłum. Małgorzata Kowalska, Kraków: Znak, 2011[5].
- Nienawiść do świata. Totalitaryzmy i ponowoczesność, tłum. Marek Chojnacki, Warszawa: Instytut Wydawniczy Pax, 2017.
- Kamienie węgielne. Na czym nam zależy?, tłum. Małgorzata Kowalska., Kraków: Znak, 2018.
- Czas wyrzeczenia, tłum. Grażyna Majcher, Warszawa: PIW, 2020.
- Zmierzch uniwersalności. Postmodernistyczny Zachód i jego oponenci, globalny konflikt paradygmatów, tłum. Krystyna Belaid, Warszawa: Instytut Wydawniczy Pax, 2022.
- Koniec świata chrześcijańskiego. Inwersja normatywna i nowa era, tłum. Piotr Napiwodzki, Kraków: Wydawnictwo WAM, 2023.

## Nagrody
- Prix de l'Académie de sciences morales et politiques, 1993 i 2002.
- Prix Mousquetaire, 1996.
- Prix de l'Académie Française (Prix Raymond de Boyer de Sainte-Suzanne), 2001.